# Fridericianum (Kassel)

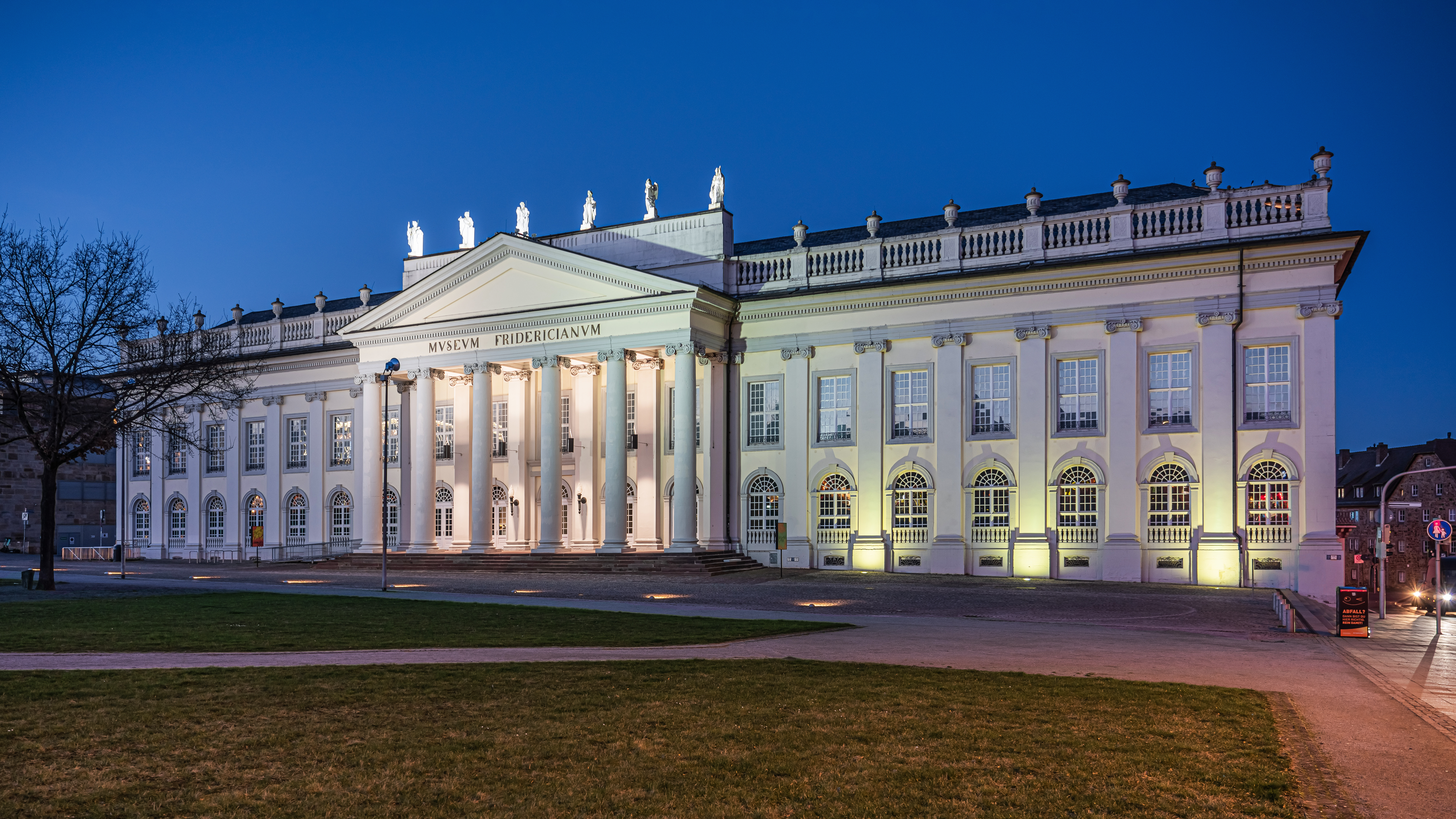
Das Fridericianum am Friedrichsplatz

Das Fridericianum ist ein Museumsgebäude in Kassel in Hessen. Das 1779 vollendete Gebäude diente von Anfang an als eines der ersten öffentlichen Kunstmuseen auf dem europäischen Kontinent für die von den hessischen Landgrafen gesammelten Kunstgegenstände und beherbergte zudem die fürstliche Bibliothek. Im Königreich Westphalen war das Fridericianum von 1810 bis 1813 Ständepalast mit Parlamentssaal. Seit 1955 wird das Fridericianum alle fünf Jahre zum Mittelpunkt der documenta und ist als „Kunsthalle Fridericianum“ ein Ausstellungsort für zeitgenössische Kunst. Das Gebäude steht am Friedrichsplatz zwischen der ehemaligen Altstadt und der Oberneustadt.

## Ursprüngliche Konzeption und Parlamentsnutzung
Nachdem im Siebenjährigen Kriege die alte Befestigungsanlage der Stadt Kassel überflüssig wurde, begann man unter Landgraf Friedrich II. 1768 mit deren Schleifung. Auf der freigewordenen Fläche zwischen der Altstadt und der Oberneustadt wurde der Friedrichsplatz als städtebauliches Verbindungsglied angelegt. An seiner Hauptseite begann man 1769 mit dem Bau des Museums, um im Sinne der Aufklärung eine öffentliche Aufstellung der landgräflichen Kunstsammlungen zu ermöglichen. Auch wenn das Fridericianum nicht das erste öffentliche Museum ist, gilt es doch als das erste Gebäude, das von Anfang an als Museum konzipiert wurde.
In der Zeit des Königreichs Westphalen wurde das Fridericianum von Napoleons Bruder Jérôme Bonaparte und seinem Architekten Auguste Henri Victor Grandjean de Montigny 1810 zum „Palast der Stände“ umgebaut und war Tagungsort der Reichsstände des Königreichs Westphalen. Es gilt damit zugleich als das erste deutsche Parlamentsgebäude.

## Architektur

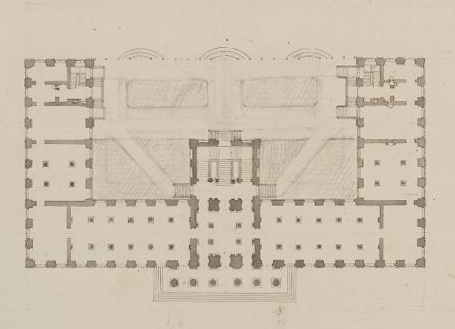
Entwurf des Erdgeschosses von Simon Louis du Ry, 1769

Das Fridericianum wurde von 1769 bis 1779 unter der Leitung des Architekten Simon Louis du Ry errichtet. Ein während der Bauzeit aufgestelltes Gegenkonzept von Claude-Nicolas Ledoux kam nicht zur Ausführung. Neben dem Wörlitzer Schloss (1769–1773) ist das Fridericianum der erste rein klassizistische Bau Deutschlands. Die Bauarbeiten zogen sich über zehn Jahre hin, weil es durch den schwierigen Untergrund und das steile Gefälle immer wieder zu Verzögerungen kam. Der 1330 errichtete Zwehrenturm, ein Teil der mittelalterlichen Stadtbefestigung Kassels und zeitweilig Sternwarte, wurde gemäß den Plänen du Rys umgebaut und mit dem Fridericianum verbunden. In westphälischer Zeit erfuhr das Gebäude einige Umbauten.

### Äußeres

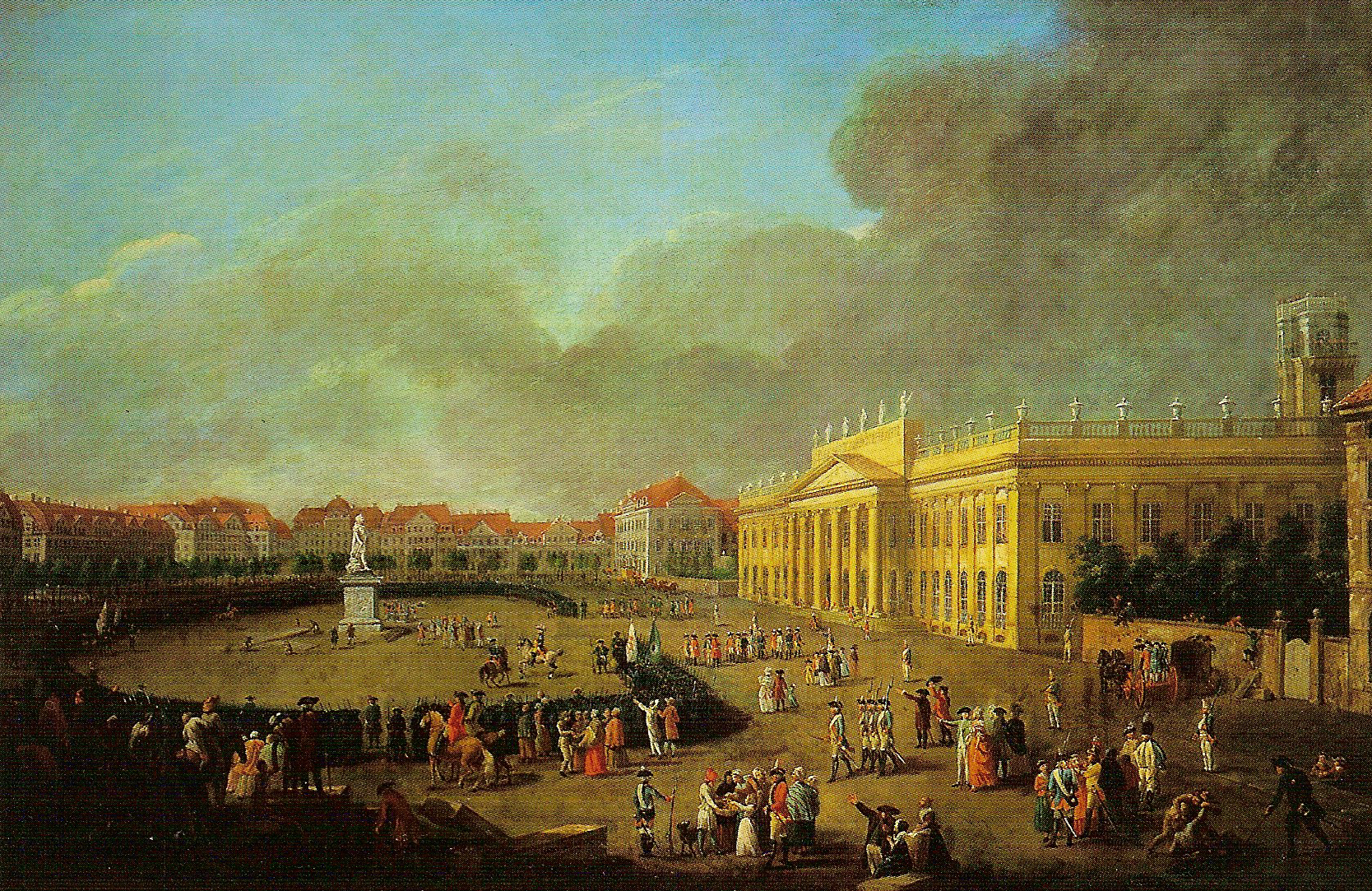
Das Fridericianum auf einem Gemälde Tischbeins von 1783

Der Bau ist in Form einer symmetrischen Dreiflügelanlage mit betont axialer Gliederung angelegt. Die städtebauliche Einbindung erfolgt durch eine klare Ausrichtung zur Platzmitte, wobei der Vorderbau die Hauptfassade bildet. Die Hauptfront umfasst neunzehn Achsen und wird durch einen fünf Achsen breiten Mittelrisalit mit vorgelagerter Säulenstellung gegliedert. Der klassizistische Säulenportikus ruht auf einem Stufenunterbau und ist mit sechs freistehenden ionischen Säulen ausgestattet. Der mittlere Säulenabstand ist gegenüber den übrigen leicht erweitert, um die zentrale Eingangsachse hervorzuheben. Die Wandpilaster hinter den Säulen sind tiefer reliefiert als die übrigen der Fassade. Ein schlichter Dreiecksgiebel mit der Inschrift „MVSEVM FRIDERICIANVM“ schließt den Mittelrisalit nach oben ab. Die Attika über dem Gesims ist durchgehend mit einer Balustrade versehen und wird in regelmäßigen Abständen durch Pfeiler mit Vasenaufsätzen gegliedert. Über der Tempelfront sind figürliche Statuen aufgestellt, welche Philosophie, Astronomie, Geschichte, Baukunst, Malerei und Skulptur darstellen. Der Baukörper umfasst zwei Hauptgeschosse; über den Seitenflügeln ist ein zurückhaltend ausgebildetes drittes Geschoss in Form einer niedrigen Fensterzone ausgebildet. Die Fassade ist in der Vertikalen durch flache ionische Pilaster rhythmisiert, die die Fensterachsen begleiten. Im Erdgeschoss zeigen die Fenster segmentbogige Abschlüsse mit tief eingeschnittenen Gewänden. Im Obergeschoss sind die Fenster rechteckig und regelmäßig gerahmt. Das Sockelgeschoss ist massiv ausgebildet und nimmt auf der dem Zwehrenturm zugewandten Seite des Gebäudes durch das abfallende Gelände deutlich an Höhe zu. In der Rückansicht wurde der ursprüngliche Zustand im frühen 19. Jahrhundert durch den Anbau eines halbkreisförmigen Saalbaus verändert, der den ersten Haupttreppenbau ersetzt. Der Anbau wurde als sogenannter Ständesaal für das westfälische Königreich unter Jérôme Bonaparte errichtet. Der Saalbau zeigt sich in Bruchsteinmauerwerk mit flacher Kuppel, ohne Fensteröffnungen. Die Fassade ist schlichter behandelt als die des Altbaus und tritt hinter dessen plastischer Gliederung deutlich zurück. Ein umlaufendes Gebälk auf Höhe des Hauptgesimses bindet den Anbau formal an das bestehende Bauwerk an. Die formale Orientierung an Vorbildern des englischen Palladianismus – insbesondere an William Kent und Colen Campbell – ist in der Ausführung der Tempelfront sowie in der Gesamtproportion des Gebäudes deutlich ablesbar. Der gestalterische Anspruch liegt in der Repräsentation gelehrter Öffentlichkeit und fürstlicher Bildungsförderung durch eine architektonisch artikulierte Monumentalität.
Im Zweiten Weltkrieg wurde das Gebäude schwer beschädigt, aber im Äußeren wiederhergestellt. Die Dachform wurde etwas erhöht.

### Inneres

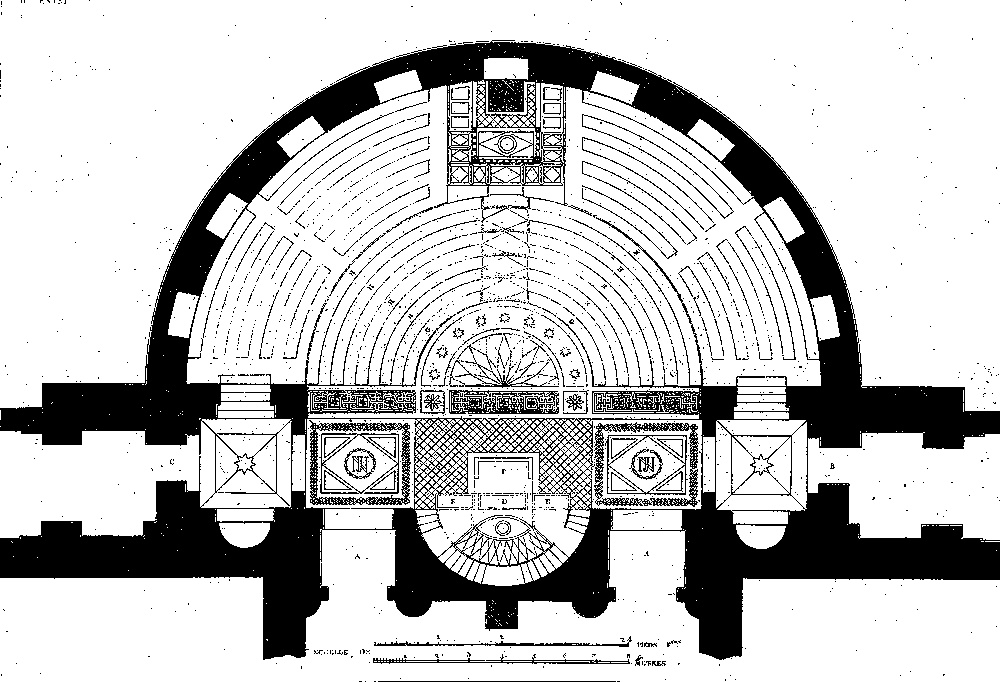
Grundriss des neuen Ständesaals als halbrunder Anbau vor der Hoffassade (1810)

Ursprünglich besaß das Gebäude nur zwei Geschosse. Im Erdgeschoss erstreckten sich zu beiden Seiten des Vestibüls zwei große Säle für die Sammlungen. Das Obergeschoss beherbergte die Bibliothek in einem Saal, der die ganze vordere Länge des Gebäudes einnahm und über eine umlaufende Galerie verfügte. In den Seitenflügeln befanden sich verschiedene kleinere Sammlungs- und Arbeitsräume. Im Zweiten Weltkrieg brannte das Gebäude aus, wurde später vollständig entkernt und neu mit nunmehr drei Geschossen ausgebaut.

## Museums- und Bibliotheksgeschichte

### Sammlung

#### Museum

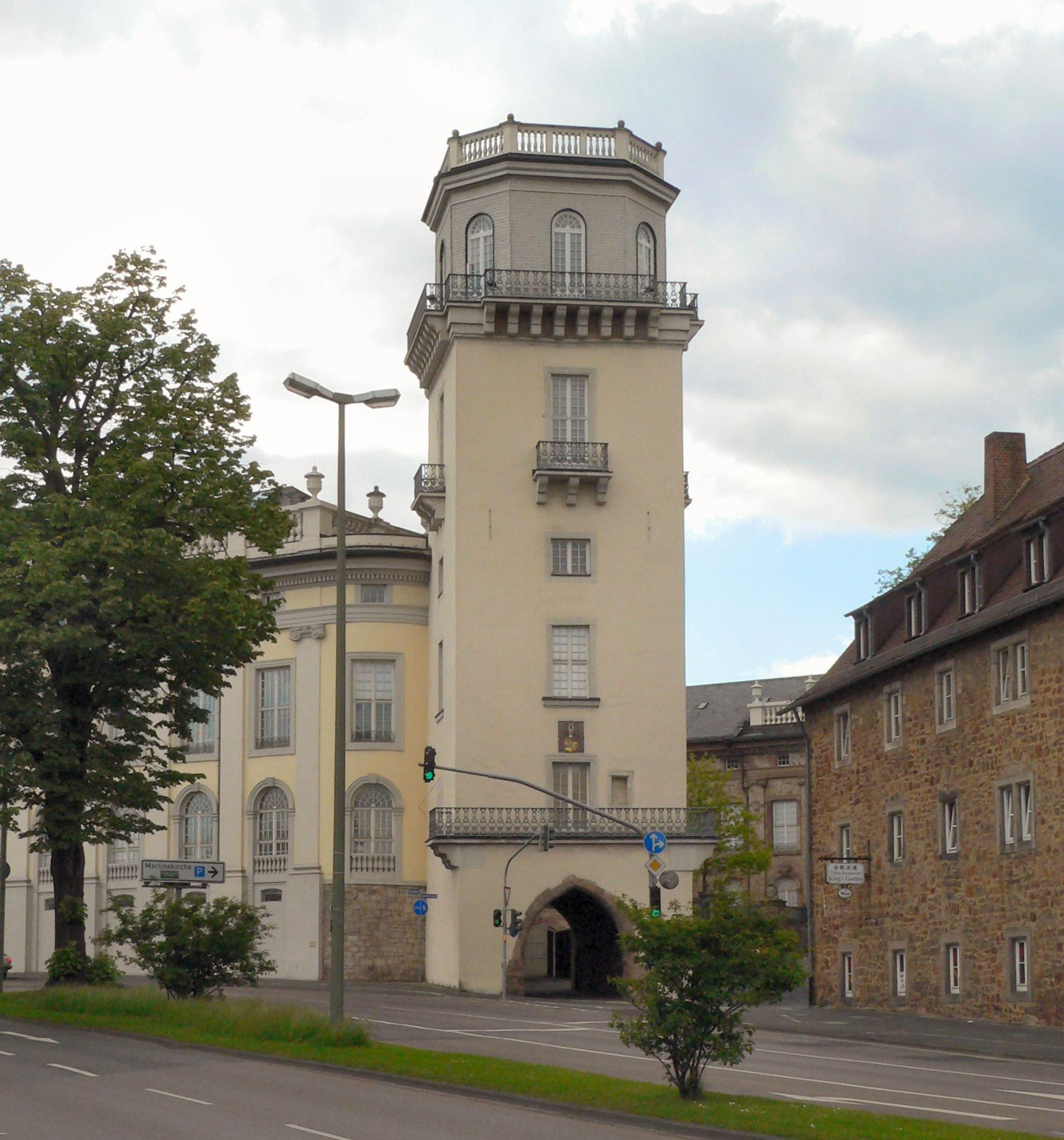
Der Zwehrenturm

Bereits unter Landgraf Moritz bestand in der Renaissance ein eigenes Kuriositätenkabinett im neuerbauten Marstall. Mit dem Anwachsen der Sammlung und der immer größer werdenden Hofbibliothek wurden neue Sammlungsräume notwendig. Das neue Museum nahm die Kunstsammlungen des Landgrafen auf.
Eine Beschreibung der Sammlungen ist durch einen Brief von Hector Wilhelm von Günderrode aus dem Jahr 1781 überliefert. Im Erdgeschoss befand sich die von Landgraf Friedrich II. begonnene Antikensammlung, so auch der Kasseler Apollon. Die heute im Ottoneum untergebrachte Naturkundesammlung mit dem ausgestopften Elefanten aus der Menagerie fand hier auch ihren Platz. Auch eine umfangreiche Sammlung von Korkmodellen antiker Bauwerke war vorhanden. Neben der umfangreichen Bibliothek befanden sich im Obergeschoss die Waffensammlung sowie Wachsfiguren historischer hessischer Landgrafen.
Der Zwehrenturm bekam mit dem oktogonalen Aufsatz einen neuen Observatoriumsraum und beherbergte die astronomisch-physikalische Sammlung.
Die meisten Exponate befinden sich jetzt im Bestand der Museumslandschaft Hessen Kassel (mhk). Bereits 1888 wurden die naturkundlichen Objekte ausgelagert, die restlichen Bestände 1913 in das neuerbaute Hessisches Landesmuseum Kassel überführt. Seitdem und bis zum Zweiten Weltkrieg wurde das Haus als Landesbibliothek genutzt.

#### Bibliothek

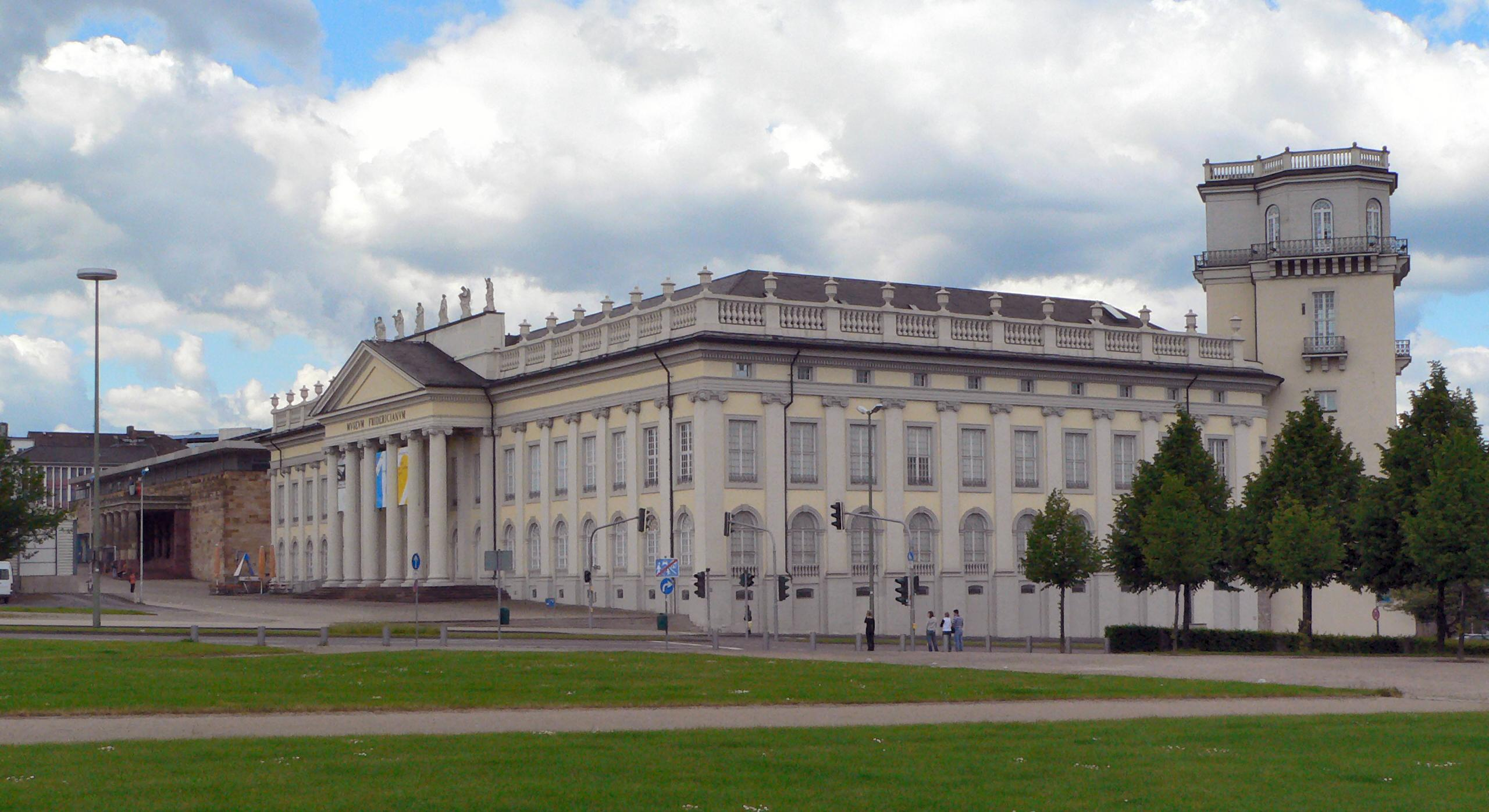
Fridericianum mit Zwehrenturm

Die hessische Landesbibliothek wurde bereits 1580 von Landgraf Wilhelm IV. gegründet. Unter Friedrich II. von Hessen-Kassel wurde die Bibliothek einer Neuorganisation durch Jean-Louis Barbot de Luchet unterzogen und anschließend ins Fridericianum übersiedelt. Dort befand sie sich bis in den Zweiten Weltkrieg. Jacob und Wilhelm Grimm fanden in ihrer Kasseler Zeit beide Anstellung in der Bibliothek. Jacob Grimm war auf Vermittlung von Johannes von Müller von 1808 bis 1814 Privatbibliothekar des westphälischen Königs Jérôme Bonaparte, sein Bruder war von 1816 bis 1829 Sekretär in der Bibliothek. Sie arbeiteten hier an ihrem Werk der „Deutschen Grammatik“ und legten den Grundstein der Germanistik.
Nachdem 1913 die Bibliothek auf das gesamte Gebäude erweitert wurde, verblieben die Bücher auch im Zweiten Weltkrieg im Fridericianum und verbrannten dort bei einem Bomberangriff im September 1941 fast vollständig. Rund 350.000 Bände gingen verloren. Die geretteten Exemplare befinden sich heute im Bestand der Kasseler Universitätsbibliothek, wie zum Beispiel das Hildebrandslied.

### Museum der Moderne

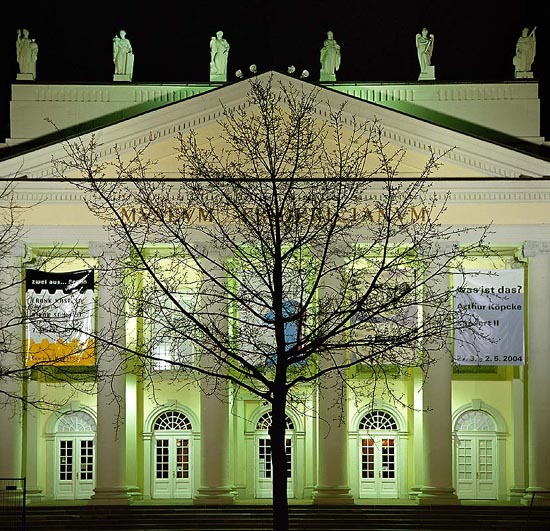
"Stadtverwaldung": Eiche von Joseph Beuys vor dem Fridericianum

Nach starker Beschädigung im Zweiten Weltkrieg und Wiederaufbau ist das Fridericianum heute wieder ein Ausstellungsgebäude. Im Eigentum des Landes Hessen wird das Gebäude von der documenta und Museum Fridericianum gGmbH verwaltet und für Wechselausstellungen des Fridericianum und von der documenta genutzt.

#### documenta
Seit der ersten documenta 1955 ist das Fridericanum Mittelpunkt jeder weiteren documenta gewesen. Der beschädigte Bau wurde unter Arnold Bode notdürftig aber funktional wieder hergerichtet. Die erste documenta beschränkte sich zunächst auf dieses Gebäude. Mit dem Anwachsen der Ausstellung verteilten sich die Ausstellungsflächen auf weitere Gebäude und Freiflächen der Stadt. Vor dem Hintergrund der Starfighter-Affäre wollte Wolf Vostell zur documenta 6 einen Starfighter auf das Dach des Fridericianum stellen, was ihm nicht erlaubt wurde.

#### Kunsthalle Fridericianum
Seit 1988 präsentiert das Fridericianum kontinuierlich wechselnde Ausstellungen der Gegenwartskunst. Gezeigt werden Einzelausstellungen junger internationaler Künstler, die oft raumgreifende Aspekte betonen. Teilweise gehören auch Retrospektiven zum Programm. Inhaltlich stehen zeit- und gesellschaftskritische Stellungnahmen von Künstlern im Vordergrund.
Nach Rein Wolfs Berufung zum neuen Intendanten der Kunst- und Ausstellungshalle der Bundesrepublik Deutschland nach Bonn wählte 2013 der Aufsichtsrat der documenta und Museum Fridericianum gGmbH die Kuratorin Susanne Pfeffer zur neuen künstlerischen Leiterin.

#### Direktoren und Ausstellungen der Kunsthalle

##### Veit Loers
Veit Loers eröffnete das Fridericianum als Ausstellungsort für Gegenwartskunst mit der Gruppenausstellung Schlaf der Vernunft (1988). Weitere Ausstellungen widmete Loers u. a. Pierre Soulages (1989), Paul Klee (1989), Günther Förg (1990), Cady Noland und Félix González-Torres (Im Zeichen der Gewalt, 1991), László Moholy-Nagy (1991), Franz West (1994) und Tobias Rehberger (1995).

##### Tilman Osterwold
1996 sprang Tilman Osterwold als kommissarischer Leiter ein. Er zeigte die Ausstellungen Collaborations der Künstler Warhol, Basquiat und Clemente sowie Die Zehn Gebote, mit der er Keith Haring wahrscheinlich für viele Kunstinteressierte erstmals als ernsten Künstler bewusst machte.

##### René Block
1998 übernahm René Block die Direktion. Neben Ausstellungen zur Fluxus-Bewegung zeigte er thematische Ausstellungen sowie groß angelegte Gruppenausstellungen wie In den Schluchten des Balkans (2003). Mit dem Ausstellungsformat Rundgang gab Block dem künstlerischen Nachwuchs europäischer Akademien eine Bühne. Einzelausstellungen waren u. a. Joan Brossa (1998), Robert Watts (1999), Sophie Calle (2000), Richard Hamilton (2000), Rolf Julius (2001), Christian Marclay (2003), Jalal Toufic (2006), Marina Abramovic (2006) und Yael Bartana (2006) gewidmet.

##### Rein Wolfs
Blocks Nachfolger Rein Wolfs leitete das Fridericianum von 2008 bis 2013. Wolfs zeigte Einzelausstellungen junger, internationaler Gegenwartskünstler, wie etwa Christoph Büchel (2008), Klara Lidén (2009), Cyprien Gaillard (2009), Rirkrit Tiravanija (2009), Meschac Gaba (2009), Thomas Zipp (2010), Monica Bonvicini (2010), Teresa Margolles (2011) und Danh Vo (2011).

##### Susanne Pfeffer
Von Juni 2013 bis Ende 2017 war die Kuratorin Susanne Pfeffer Direktorin des Fridericianums. Als Trilogie konzipiert, präsentierte sie die Gruppenausstellungen Speculations on Anonymous Materials (2013), nature after nature (2014) und Inhuman (2015). Dem amerikanischen Experimentalfilmer Paul Sharits widmete sie außerdem die weltweit erste umfassende Retrospektive. Eine weitere Einzelpräsentation zeigte Arbeiten der britischen Künstlerin Helen Marten. 2015 zeigte Pfeffer in einer großen Retrospektive Werke des belgischen Künstlers Marcel Broodthaers. 2016 zeigte sie eine Einzelausstellung der Koreanerin Anicka Yi.

##### Moritz Wesseler
Am 1. November 2018 trat der ehemalige Direktor des Kölnischen Kunstvereins Moritz Wesseler das Direktorenamt an.

### Kasseler Kunstverein
Der 1835 u. a. von Ludwig Emil Grimm gegründete Kunstverein für Kurhessen (Genossenschaft) gilt als einer der ältesten bürgerlichen Kunstvereine Deutschlands. Der Verein veranlasste im Jahr 1868 zusammen mit zwei weiteren in Kassel ansässigen Kunstvereinen den Bau eines Hauses für Gemäldeausstellungen und für gesellige künstlerische Zwecke. Die Stadt stellte das Baugrundstück unentgeltlich zur Verfügung und führte einen Architekturwettbewerb durch. Von den eingegangenen sieben Entwürfen wählte ein Komitee die Vorschläge des Architekten A. Scholtz zur Ausführung, die von 1869 bis 1871 dauerte. Die Baukosten lagen bei etwa 20.000 Mark. Die Fassade wurde mit Figurengruppen geschmückt: auf der Attika die Allegorien für Musik, Poesie und Historie, Karyatiden am Haupteingang sowie neun Porträt-Medaillons. Die Skulpturen und Medaillons – teils aus Sandstein, teils aus Keramik – stammen aus der Werkstatt des Bildhauers Karl Hassenpflug und vom Künstler O. Müller aus Berlin.
In der documenta-freien Zeit nutzt der Verein seit 1993 im Erdgeschoss eine 500 m² große Ausstellungsfläche. Hier werden vorwiegend junge Künstler der Gegenwart präsentiert. Vorsitzender des Kunstvereins ist seit 2013 Joel Baumann, Rektor der Kunsthochschule Kassel. Während der Ausbreitung und zur Verfügungstellung der Räume für die Zeiten der Kunstausstellung wurden in den Jahren 2007 und 2012 externe Räume, das KasselerKunstVereinsheim angemietet und als Vermittlungsort für verschiedene Projekte angeboten.